# Nielles-lès-Ardres
Nielles-lès-Ardres là một xã trong tỉnh Pas-de-Calais, vùng Hauts-de-France, Pháp.

## Địa lý
Nielles-lès-Ardres có cự ly khoảng 14 miles (22 km) về phía tây bắc Saint-Omer, trên đường D225E.

## Dân số
| 1962                                                              | 1968 | 1975 | 1982 | 1990 | 1999 | 2006 |
| ----------------------------------------------------------------- | ---- | ---- | ---- | ---- | ---- | ---- |
| 229                                                               | 261  | 282  | 344  | 383  | 444  | 482  |
| Số liệu điều tra dân số tính từ năm 1962, dân số chỉ tính một lần |      |      |      |      |      |      |

## Địa điểm nổi bật
- Nhà thờ St. Pierre, năm 1200.
- Lâu đài Cressonnerie, xây năm 1808/1812.